# Solanum schlechtendalianum
Solanum schlechtendalianum är en potatisväxtart som beskrevs av Wilhelm Gerhard Walpers.
Solanum schlechtendalianum ingår i släktet skattor som ingår i familjen potatisväxter. Inga underarter finns listade i Catalogue of Life.